# جيمس إتش. سنكلير
جيمس إتش. سنكلير هو سياسي أمريكي، ولد في 9 أكتوبر 1871 في St. Marys, Ontario ‏ في كندا، وتوفي في 5 سبتمبر 1943 في ميامي في الولايات المتحدة. نشط حزبياً في الحزب الجمهوري. وقد انتخب عضو مجلس النواب الأمريكي ‏.